# Guangxi Auto

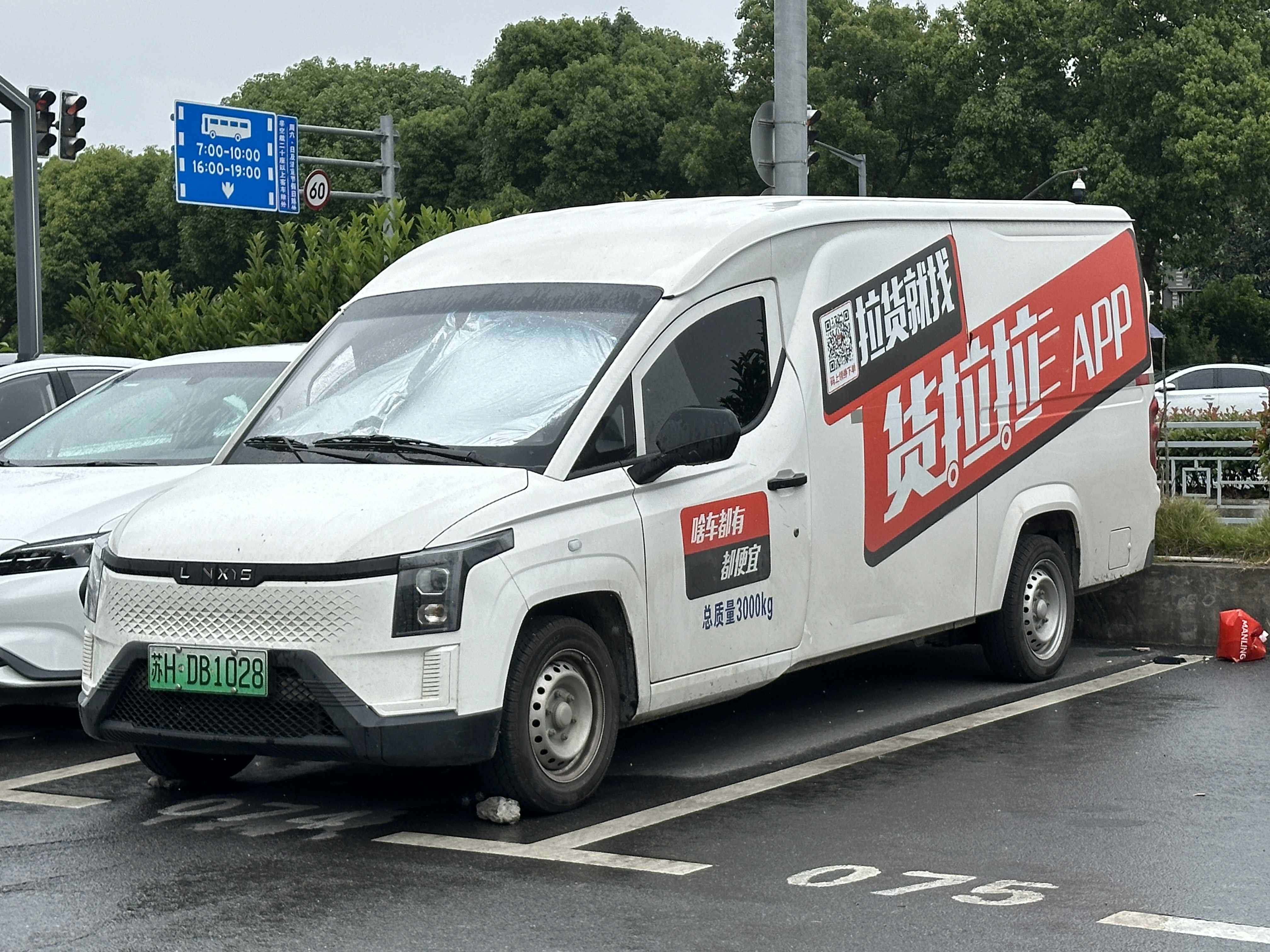
Linxys Gold Van

Guangxi Auto (кит. упр. 广西汽车) — китайский государственный автомобильный концерн со штаб-квартирой в Лючжоу, основанный в 2015 году. Принадлежит властям китайской провинции Гуанси.

## История
В 2015 году была преобразована китайская компания Wuling Group, которая до сих пор выступала в качестве стороны в совместном предприятии SGMW, управляемом совместно с SAIC Motor и General Motors. С тех пор новое предприятие получило новое название Guangxi Auto и сосредоточилось на производстве специальных транспортных средств под торговой маркой Wuling Motors. Большая часть предприятия принадлежит властям китайской провинции Гуанси. В 2020 году начался выпуск первой модели — Wuling EV50.
В 2023 году был основан второй бренд компании Guangxi Auto — Linxys. Под брендом Linxys начался выпуск небольшого семейства фургонов Gold с электрифицированным приводом. Предприятие было создано в целях увеличения доли рынка и превышения лимита производства в 1 миллион автомобилей к 2030 году.

## Структура концерна

### Бренды
- Wuling Motors — китайский автопроизводитель, основанный в 2007 году.
- Linxys — китайский автопроизводитель, основанный в 2023 году.

### Совместные предприятия
- SGMW — китайско-американское совместное предприятие, основанное в 2002 году.

### Другие
- Wuling Automobile Industry
- Wuling New Energy